# Dieter Blum
Dieter Blum (* 1936 in Eßlingen am Neckar) ist ein zeitgenössischer deutscher Fotograf.

## Leben
Dieter Blum arbeitet seit 1964 als freier Fotograf im Bereich Kultur und Reportage, unter anderem für Zeitschriften wie Der Spiegel, Stern, Time und Vanity Fair. Er lebt und arbeitet in Düsseldorf.
Zu Beginn der 80er Jahre fotografierte er die Berliner Philharmoniker unter Dirigent Herbert von Karajan. Seither widmete er einen großen Teil seiner Arbeit den Themen Musik, Tanz und Kunst. Neben zwei Bildbänden über die Berliner Philharmoniker (1983 unter Herbert von Karajan und anlässlich des 125-jährigen Jubiläums des Orchesters 2007), die er über 25 Jahre immer wieder auf ihren Reisen begleitete, schuf er Bücher über den ehemaligen Bundeskanzler Gerhard Schröder und über Karlheinz Böhm in Afrika. Der Tanzphotographie widmete er mehrere Bildbände (Wladimir Malachow, Ecstasy I, II und III, Pure Dance, Tanz und Eros I und II).

## Ausstellungen
- 2023 „MEN“, Galerie Ludwig Space München
- 2021 Blaue Pferde, Fotoskulptur, Venet-Haus Galerie, Neu-Ulm
- 2020 Cowboys & Dancers /  Leica Galerie, Konstanz
- 2019 "Maestrie – Musik und Leidenschaft / CameraWork, Berlin
- 2018 Wild X, Museum The Kennedys, Berlin
- 2018 Cowboys – The First shooting 1992 / The Granary Art Gallery, Weston Park (GB)
- 2017 „Blaue Pferde“ – Der Turm der blauen Pferde von Franz Marc / Staatl.Graph.Sammlung München
- 2016 Cowboys – The First Shooting / Mercedes Benz Art Collection, Haus Huth, Berlin
- 2015 Der Photograph / Venet-Haus Galerie, Neu-Ulm
- 2011 Esslinger Kunstverein / Villa Merkel Esslingen
- 2010 The Amen Break / Gallery Thomas Flo
- 2009 Etage 2 Galerie / Rottweil
- 2007 „Wild“, Leica Galerie Frankfurt
- 2006 „Künstler & Modell“ / Kunsthaus Zürich
- 2005 Galerie Terminus München
- 2005 Biennale Venedig / „Körperkathedralen“
- 2004 „Cathedrals of the Body“ / Museum für Fotografie, Moskau
- 2003/2004 Corpus Benoit Museum St.Petersburg
- 2003 Galerie der Stadt Stuttgart /  „Körperkathedralen“
- 1999 Museum der Kulturen Basel /  „Basler Fasnacht“
- 1998 Deutsches Tanzarchiv Köln – SK Stiftung Kultur „Tanz & Eros“
- 1997 „Erotischer Tanz“, Frankfurter Kunstverein
- 1996 Staatliche Museen zu Berlin – Preußischer Kulturbesitz,  „XTC-Ecstasy Tanzfotografie“
- 1995 Württembergischer Kunstverein Stuttgart, „XTC-Ecstasy Tanzfotografie“
- 1994 Galerie Heinz Holtmann, Köln „Künstler & Modell“
- 1987 Kodak Gallery Tokyo, Ginza „Auslöser“
- 1987 Kunsthalle Mannheim „Auslöser“
- 1984 Photografphie des 20. Jahrhunderts, Sammlung Gruber, Museum Ludwig, Köln
- 1982 Museum der Völkerkunde-Hamburg „UdSSR – Entdeckungsreise durch ein reiches Land“
- 1972 photokina Köln Solo-Ausstellung: Das Abenteuer Afrika

## Auszeichnungen
- 2015 MÉDAILLE VERMEIL der ART-SCIENCE-LETTRES, Paris
- 2004 Art Directors Club Deutschland für „Körperkathedralen“
- 2002 Art Directors Club Deutschland für „Marlboro“
- 2001 Staufermedaille für das Buch: Der Fluß des Lebens
- 1995 Art Directors Club New York für „Artist & Model“
- 1992 Art Directors Club Deutschland für „Einfach Spitze – das Hamburger Ballett“ / Stern 1992
- 1982 Word Press Photo Award, für die Bilder der Berliner Philharmoniker und Herbert von Karajan im Stern
- 1972 Photokina Obelisk für die Ausstellung: Das Abenteuer Afrika
- 1964 Arts-Sciences-Lettres Gold und Ehrenpreis, Internationaler Photo Salon de Bordeaux